# Будино (Перуђа)
Будино је насеље у Италији у округу Перуђа, региону Умбрија.
Према процени из 2011. у насељу је живело 317 становника. Насеље се налази на надморској висини од 202 м.